# Ángel (moneda)

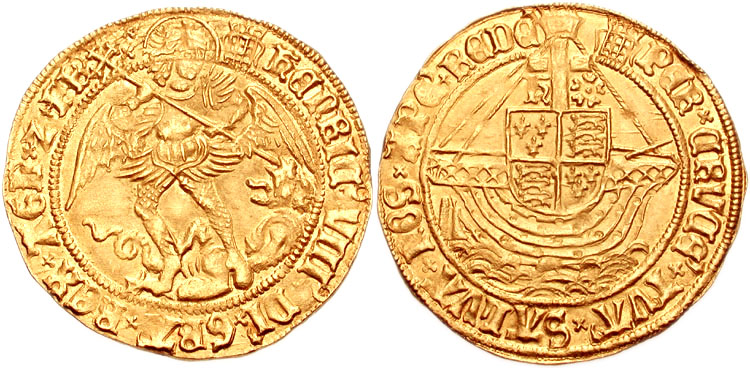
Ángel del reinado de Enrique VIII de Inglaterra.

Un ángel es una moneda de oro, usada por primera vez en Francia (donde también era conocido como angelot y ange) en 1340, e introducida en Inglaterra por Eduardo IV en 1465 como un nuevo tipo del "noble" y lo llamó al principio el "ángel-noble". Varió en valor entre ese período y el reinado de Carlos I, cuando fue acuñada por última vez (1642), de 6 chelines y 8 peniques a 11 chelines. Su nombre deriva de la representación que tenía de San Miguel y el dragón.